# Alfred-Mario Molter
Alfred-Mario Molter (* 23. Januar 1952 in Frankfurt am Main) ist ein deutscher Politiker der CDU.

## Leben
Molter besuchte die Polytechnische Oberschule und das Bischöfliche Vorseminar in Schöneiche bei Berlin. Danach studierte er Philosophie und Theologie in Erfurt und absolvierte ein Fernstudium im Kultur-, Literatur- und Kunstwissenschaften bei der Humboldt-Universität zu Berlin, 1984 schloss er mit dem Diplom ab. Beruflich war er als Gehilfe in einer Buchhandlung, als Bausoldat im Wehrersatzdienst und als Mitarbeiter im Lektorat tätig, von 1985 bis 1990 war er Verlagslektor. 1990 übernahm er den Posten des persönlichen Referenten der Bundesgeschäftsstelle der CDU in Berlin, ab 1995 war er Wahlkreisgeschäftsführer. Zuletzt arbeitete er in einem Verlagshaus und bei Dussmann.
1974 trat Molter in die CDU der DDR ein. Von 1987 bis zur Wiedervereinigung und erneut von 1993 an saß er im Kreisvorstand der CDU im Bezirk Köpenick, ab 1994 als Kreisvorsitzender. Bereits 1989 wurde er zum Vorsitzenden des Ortsverbandes Friedrichshagen gewählt. 1990 gehörte er zudem dem Landesvorstand der CDU in Ost-Berlin an. Er war Mitglied der Berliner Stadtverordnetenversammlung, wobei er das Amt des stellvertretenden Fraktionsvorsitzenden der CDU bekleidete. 1991 zog er in das Abgeordnetenhaus von Berlin ein; auch hier war er stellvertretender Vorsitzender der CDU-Fraktion. 2001 schied er aus dem Parlament aus. Zuletzt leitete er den CDU-Ortsverband Müggelheim, Ende 2005 trat er vom Vorsitz zurück. Heute gehört er dem Landesvorstand im Deutschen Bibliotheksverband an.

## Werke
- mit Claus-Dieter Sprink: Das Denkmal Friedrichs des Großen in Berlin-Friedrichshagen, Berlin, 2003, ISBN 978-3-87527-110-2

## Ehrungen
- 2004: Bundesverdienstkreuz am Bande[3]